# Vejar
Vejar – wieś w Słowenii, w gminie Trebnje. W 2018 roku liczyła 266 mieszkańców.